# Hydroelektrownia Fljótsdalur

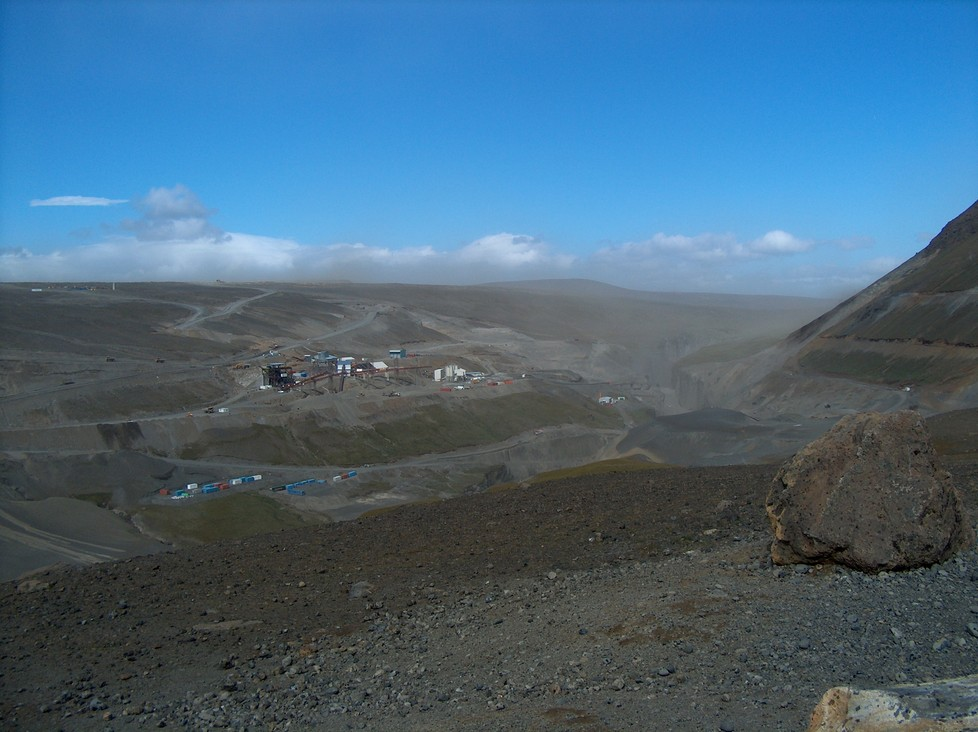
Budowa elektrowni

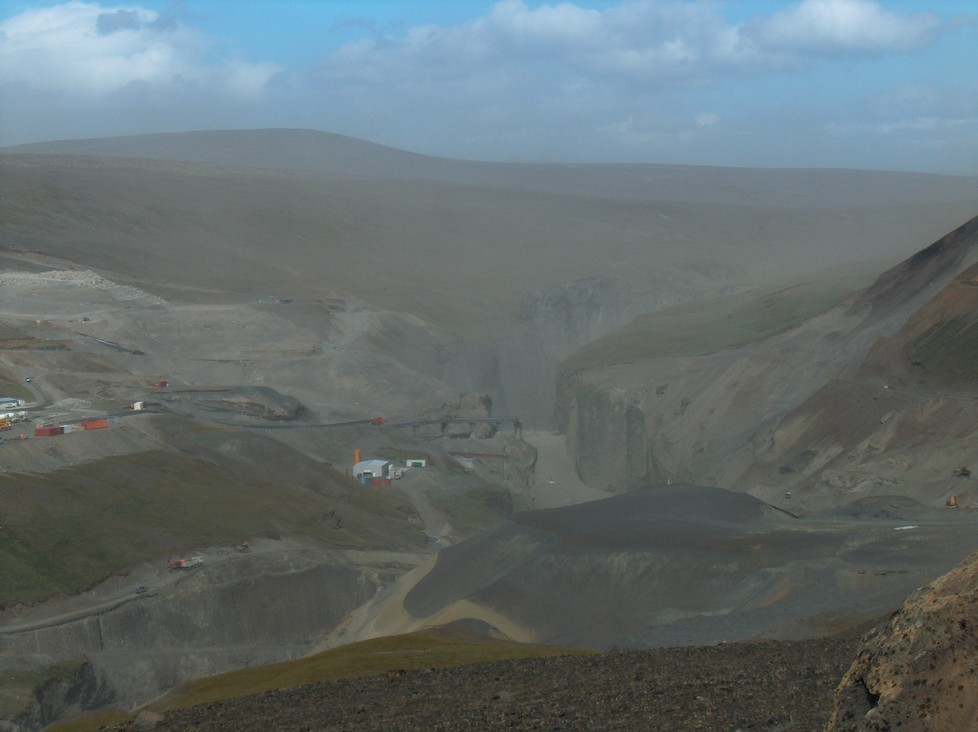
Budowa elektrowni

Hydroelektrownia Fljótsdalur (także nazywana Kárahnjúkar) – hydroelektrownia położona w pobliżu największego lodowca Europy Vatnajökull we wschodnim regionie Islandii Kárahnjúkar. 
Oddana do użytku w 2008 roku i ostatecznie zakończona w 2009. Moc elektrowni to 690 MW, a produkcja roczna 4600 GWh energii elektrycznej. Przeznaczona dla odległej o 75 km na wschód huty aluminium koło Reyðarfjörður należącej do jednego z największych producentów aluminium na świecie koncernu Alcoa Fjardaál. 
Projekt wymagał przegrodzenia dwóch największych wypływających z lodowca Vatnajökull rzek Islandii Jökulsá á Dal i Jökulsá í Fljótsdal pięcioma zaporami i utworzenie trzech zbiorników wodnych. Woda ze zbiorników płynie tunelem wykutym w skale o długości 40 km opadając w dół 599 m i napędzając 6 turbin Francisa w głównej siłowni umieszczonej wewnątrz góry Vaifjofssader. Przepływ wody wynosi 110 m³/s.